# Cerro del Carmen, Hidalgo
Cerro del Carmen är en ort i Mexiko.   Den ligger i kommunen Pisaflores och delstaten Hidalgo, i den sydöstra delen av landet, 200 km norr om huvudstaden Mexico City. Cerro del Carmen ligger 479 meter över havet och antalet invånare är 167.
Terrängen runt Cerro del Carmen är bergig söderut, men norrut är den kuperad. Runt Cerro del Carmen är det ganska tätbefolkat, med 90 invånare per kvadratkilometer. Närmaste större samhälle är Xilitla, 19,7 km norr om Cerro del Carmen. I omgivningarna runt Cerro del Carmen växer i huvudsak städsegrön lövskog.